# Капско дюнно сляпо куче
Капското дюнно сляпо куче (Bathyergus suillus) е вид бозайник от семейство Bathyergidae.

## Разпространение и местообитание
Разпространен е в Южна Африка.